# FC Dallas
A Dallas egy amerikai labdarúgócsapat, melynek székhelye a Texas állambeli Frisco városában található. A klubot 1995. június 6-án alapították és 1996 óta az észak-amerikai első osztályban, a Major League Soccer-ben szerepel. Hazai mérkőzéseit 19 097 néző befogadására alkalmas Toyota Stadionban játssza.

## Játékoskeret
2023. június 19.
| #  |     | Poszt | Név               |
| -- | --- | ----- | ----------------- |
| 1  | USA | K     | Jimmy Maurer      |
| 2  | BRA | V     | Geovane Jesus     |
| 3  | ESP | V     | José Martínez     |
| 4  | USA | V     | Marco Farfan      |
| 5  | ARG | KP    | Facundo Quignon   |
| 6  | USA | KP    | Edwin Cerrillo    |
| 7  | USA | KP    | Paul Arriola      |
| 8  | COL | CS    | Jáder Obrian      |
| 9  | ESP | CS    | Jesús Jiménez     |
| 10 | USA | CS    | Jesús Ferreira    |
| 12 | USA | KP    | Sebastian Lletget |
| 13 | USA | K     | Antonio Carrera   |
| 16 | RSA | CS    | Tsiki Ntsabeleng  |
| 17 | USA | V     | Nkosi Tafari      |

| #  |     | Poszt | Név               |
| -- | --- | ----- | ----------------- |
| 19 | USA | KP    | Paxton Pomykal    |
| 20 | ARG | CS    | Alan Velasco      |
| 21 | COL | CS    | José Mulato       |
| 22 | GHA | V     | Ema Twumasi       |
| 24 | USA | V     | Amet Korça        |
| 25 | USA | V     | Sebastien Ibeagha |
| 27 | USA | CS    | Herbert Endeley   |
| 29 | USA | V     | Sam Junqua        |
| 30 | NED | K     | Maarten Paes      |
| 32 | USA | V     | Nolan Norris      |
| 41 | USA | CS    | Tarik Scott       |
| 77 | TAN | KP    | Bernard Kamungo   |
| —  | GHA | CS    | Eugene Ansah      |

## Sikerlista
- MLS
  - Ezüstérmes (1): 2010

- US Open Cup
  - Győztes (2): 1997, 2016
  - Döntős (2): 2005, 2007

- CONCACAF-bajnokok ligája
  - Elődöntős (1): 2016–17